# 西藏山溪鲵
西藏山溪鲵（学名：Batrachuperus tibetanus）为小鲵科山溪鲵属的两栖动物，俗名娃娃鱼、羌活鱼、山辣子、杉木鱼，是中国的特有物种。分布于四川、西藏、陕西、青海、甘肃等地，多栖息于山地溪流。其生存的海拔范围为 1500至 4300米。该物种的模式产地在四川西北。